# 秋田県道10号本荘西仙北角館線
秋田県道10号本荘西仙北角館線（あきたけんどう10ごう ほんじょうにしせんぼくかくのだてせん）は、秋田県由利本荘市より仙北市に至る県道（主要地方道）である。仙北市角館町から由利本荘市徳沢まで主要地方道に指定されている。

## 概要
起点から由利本荘市街地の区間は、国道と県道を合わせて6本が重複する区間であるが、一般に国道105号以外は周知されていない。
秋田市雄和新波で秋田県道9号秋田雄和本荘線から分岐したのち、大仙市に入ると秋田自動車道と立体交差するが、立体交差する周辺の市道経由で西仙北スマートICに接続する。ICを過ぎると雄物川を渡り刈和野駅から奥羽本線を立体交差し、国道13号に接続したのち、山間部を通り仙北市角館町雲然の新屋敷交差点・終点（国道341号交点）に至る。
なお、由利本荘市徳沢から秋田市雄和までは主要地方道 秋田雄和大内線の一部で、秋田市雄和から終点の仙北市角館町までの区間は主要地方道 角館西仙北雄和線に指定されている。

### 路線データ
- 総延長 : 72.414 km[3]
- 実延長 : 41.126 km[3]
- 起点 : 秋田県由利本荘市井戸尻23番11号（水林交差点、国道7号交点）[4]
- 終点 : 秋田県仙北市角館町雲然字荒屋敷55番2（荒屋敷交差点、国道341号交点）[4]
- 指定経由地：大仙市刈和野
- 未供用区間 : なし[3]
- 主要地方道指定区間[2]
  - 秋田雄和大内線 秋田市 - 由利郡大内町[5]
  - 角館西仙北雄和線 仙北郡角館町 - 河辺郡雄和町[6]

## 歴史
- 1954年（昭和29年）12月2日 - 本荘刈和野角館線として本荘市石脇から仙北郡角館町字下新町（大曲角館線終点）まで主要地方道として秋田県道に認定される[4][7][8]。
- 1964年（昭和39年）12月28日 - 秋田県道9号雄和本荘線が認定され、同路線と重複区間が生じる[4]。
- 1970年（昭和45年）4月1日 - 一般国道105号が起点を大曲市から本荘市に変更し、同路線と重複区間が生じる。
- 1972年（昭和47年）2月17日 - 秋田県道253号角館長野線が認定され、同路線と重複区間が生じる[9]。
- 1993年（平成5年）5月11日 - 路線の一部が主要地方道 角館西仙北雄和線と秋田雄和大内線に指定される[2]。
- 2002年（平成14年）4月16日 - 仙北郡西仙北町大沢郷寺字野田112番地先から仙北郡西仙北町北野目字四ッ谷188番1地先（約1.7km）までバイパスが供用開始する[10]。

## 路線状況

### 重複区間
- 国道105号（起点・由利本荘市井戸尻 - 由利本荘市徳沢字大川原野）
  - 国道108号（起点 - 由利本荘市二番堰）：国道105号と重複
  - 国道107号・国道398号（起点 - 由利本荘市一番堰）：国道105号と重複
  - 秋田県道69号本荘岩城線（由利本荘市山根 - 由利本荘市岩谷麓）：国道105号と重複
- 秋田県道9号秋田雄和本荘線（起点 - 秋田市雄和新波字樋口）：上記の国道105号の重複区間を含む31.288 km[3]
- 出羽丘陵広域農道（出羽グリーンロード）（大仙市杉山田 - 大仙市大沢郷宿字宿）
- 秋田県道253号角館長野線（仙北市角館町下延・交点 - 仙北市角館町八割・交点）

### 冬期閉鎖区間
- なし[11]

### 交通不能区間
- なし[12]

### 道路施設
- 道の駅おおうち（JR東日本 羽越本線 羽後岩谷駅併設）

## 地理

### 通過する自治体
- 由利本荘市
- 秋田市
- 大仙市
- 仙北市

### 交差する道路
| 施設名                                       | 接続路線名                                             | 備考                                                                        | 所在地                                                                   |
| -------------------------------------------- | ------------------------------------------------------ | --------------------------------------------------------------------------- | ------------------------------------------------------------------------ |
| 国道105号・秋田県道9号秋田雄和本荘線重複区間 |                                                        |                                                                             |                                                                          |
| 水林交差点                                   | 国道7号 （国道341号重複）                              | 起点 国道105号起点 国道107号・国道108号・ 国道341号・国道398号・県道9号終点 | 由利本荘市井戸尻                                                         |
| 御門交差点                                   | 秋田県道165号羽後本荘停車場線                          | 県道165号終点                                                               | 由利本荘市鶴沼                                                           |
| 二番堰交差点                                 | 国道108号                                              | 以上国道108号重複                                                           | 由利本荘市二番堰                                                         |
| 一番堰交差点                                 | 国道107号 （国道398号重複）                            | 以上国道107・398号重複                                                      | 由利本荘市一番堰                                                         |
| 大内IC                                       | 岩谷道路（E7 日本海東北自動車道）                      |                                                                             | 由利本荘市大谷                                                           |
| 道の駅おおうち                               |                                                        | 羽後岩谷駅                                                                  | 由利本荘市岩谷町                                                         |
|                                              | 秋田県道69号本荘岩城線                                 | 重複区間                                                                    | 由利本荘市岩谷麓                                                         |
|                                              | 秋田県道69号本荘岩城線                                 | 重複区間                                                                    | 由利本荘市大内三川                                                       |
| 徳沢交差点                                   | 国道105号                                              |                                                                             | 由利本荘市徳沢北緯39度26分24.26秒 東経140度8分3.89秒                     |
| 以上、国道105号重複区間                      |                                                        |                                                                             |                                                                          |
|                                              | 秋田県道9号秋田雄和本荘線                              |                                                                             | 秋田市雄和新波北緯39度31分35.16秒 東経140度13分59.13秒                   |
| 以上、県道9号重複区間                        |                                                        |                                                                             |                                                                          |
|                                              | 秋田県道149号土淵杉山田線                              | 県道149号終点                                                               | 大仙市杉山田字杉沢北緯39度31分27.74秒 東経140度17分13.16秒               |
|                                              | 出羽丘陵広域農道                                       |                                                                             | 大仙市杉山田                                                             |
|                                              | 出羽丘陵広域農道                                       |                                                                             | 大仙市大沢郷宿字宿                                                       |
| （西仙北スマートIC）                         | E46 秋田自動車道                                       | 市道経由                                                                    | 大仙市大沢郷寺                                                           |
|                                              | 秋田県道113号淀川北野目線                              | 県道113号終点                                                               | 大仙市北野目字四ツ屋北緯39度32分52.39秒 東経140度20分56.41秒             |
|                                              | 〈雄物川〉                                             |                                                                             | 大仙市                                                                   |
|                                              | 秋田県道178号刈和野停車場線                            | 県道178号終点                                                               | 大仙市刈和野字刈和野北緯39度32分32.69秒 東経140度22分20.23秒             |
| （刈和野田中交差点）                         | 秋田県道252号水沢西仙北線 （国道13号・刈和野バイパス） | 県道252号終点 国道13号には県道252号経由 約80m                               | 大仙市刈和野字一ト鶴北緯39度32分41.45秒 東経140度23分1.04秒              |
|                                              | 秋田県道254号土川神岡線                                | 県道254号起点                                                               | 大仙市土川字鳥井野北緯39度32分14.86秒 東経140度26分58.94秒               |
|                                              | 仙北北部広域農道                                       |                                                                             | 大仙市土川北緯39度32分55.4秒 東経140度27分11.9秒                         |
|                                              | 秋田県道256号土川中仙線                                | 県道256号起点                                                               | 大仙市土川字杉沢北緯39度33分3.57秒 東経140度29分10.81秒                  |
|                                              | 秋田県道253号角館長野線                                | 重複区間                                                                    | 仙北市角館町下延 仙北市角館町八割北緯39度34分11.6秒 東経140度31分12.86秒 |
| 荒屋敷交差点                                 | 国道341号                                              | 終点                                                                        | 仙北市角館町雲然字荒屋敷                                                 |

### 沿線の施設など
秋田県道9号秋田雄和本荘線・重複区間
- 本荘公園
- JR東日本 羽越本線 羽後本荘駅
- 由利組合総合病院
- JR東日本 羽越本線 羽後岩谷駅（道の駅おおうち併設）

秋田市雄和新波交点 - 終点区間
- 雄物川
- マックスバリュ刈和野店
- 大仙市役所西仙北総合支所
- JR東日本 奥羽本線 刈和野駅
- 秋田銀行刈和野支店